# Adam Marczak

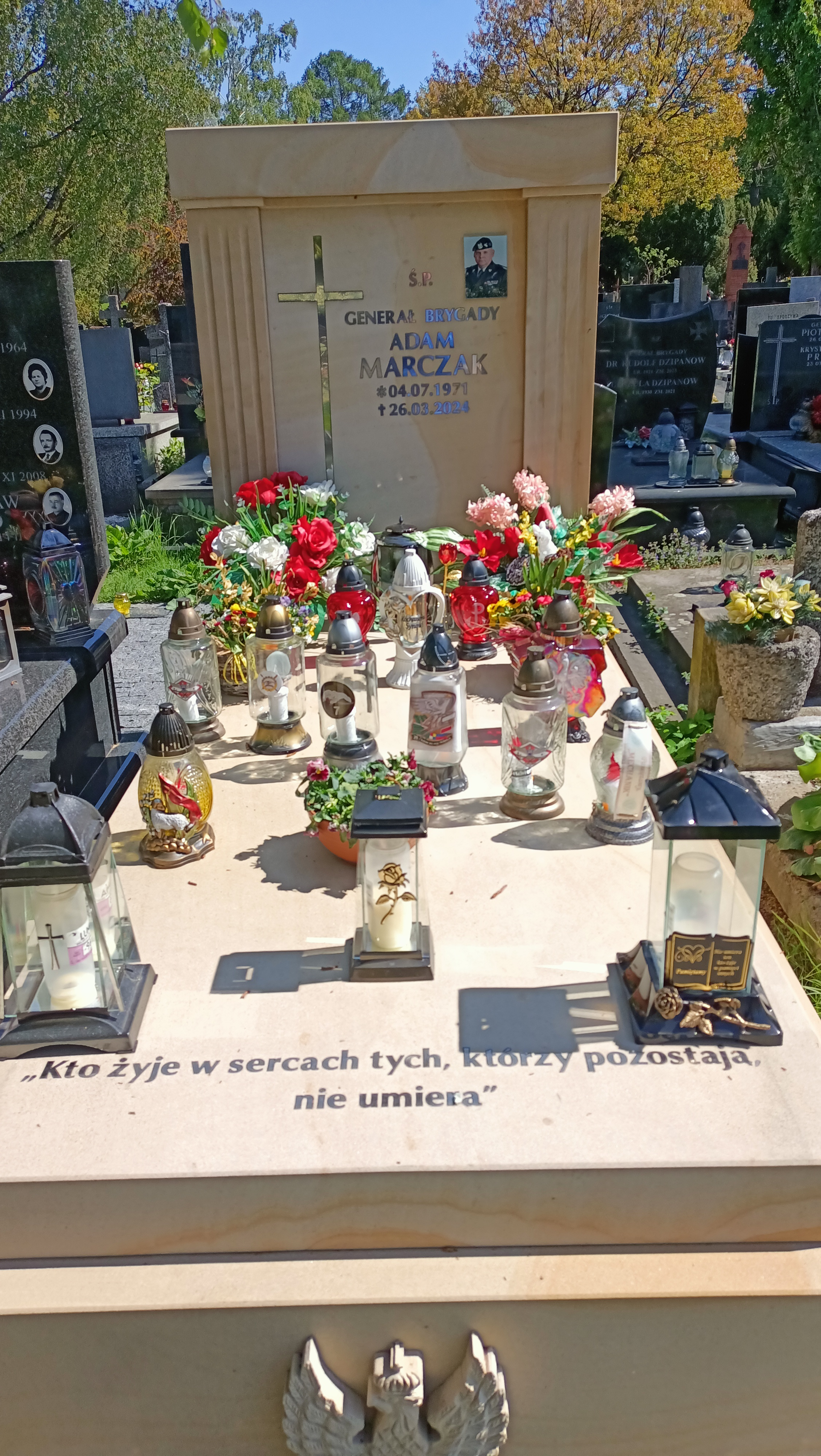
Grób Adama Marczaka na Cmentarzu Wojskowym na Powązkach

 Adam Marczak  (ur. 4 lipca 1971 w Żarowie, zm. 26 marca 2024 w Mons) – generał brygady Wojska Polskiego; dowódca 25 Brygady Kawalerii Powietrznej (2017–2020); szef sztabu Dowództwa Operacji EU Althea w Mons (2023–2024).

## Życiorys
Adam Marczak urodził się 4 lipca 1971 w Żarowie. 

### Wykształcenie
Absolwent Wyższej Szkoły Oficerskiej Wojsk Zmechanizowanych (1994). Ukończył studia magisterskie w Wyższej Szkole Pedagogicznej i podyplomowe na Uniwersytecie Pedagogicznym w Krakowie oraz wiele kursów, m.in.: Kurs Oficerów Sztabowych na Słowacji o specjalności: bezpieczeństwo publiczne i zarządzanie kryzysowe oraz Kurs Oficerów Sztabowych i Operacyjnych Sił Specjalnych w Belgii i w Polsce. W 2018 ukończył studia polityki obronnej w Akademii Sztuki Wojennej.

### Służba wojskowa
We wrześniu 1990 rozpoczął studia wojskowe w Wyższej Szkole Oficerskiej Wojsk Zmechanizowanych, które ukończył w 1994 we Wrocławiu zakończone promocją na podporucznika. Promocja odbyła się we Wrocławiu 19 czerwca 1994 z udziałem prezydenta Lecha Wałęsy, a promował szef Sztabu Generalnego Wojska Polskiego gen. broni Tadeusz Wilecki. Razem z podchorążym Adamem Marczakiem promowani byli podchorążowie m.in.: Jarosław Gromadziński, Zenon Brzuszko, Sławomir Kocanowski, Arkadiusz Mikołajczyk, Grzegorz Grodzki, Piotr Trytek, Marcin Adamski, Rafał Kowalik.
W lipcu 1994 rozpoczął zawodową służbę wojskową będąc skierowany służbowo do Rząski koło Krakowa, gdzie w strukturach 6 Brygady Powietrznodesantowej pełnił służbę na stanowiskach: dowódca plutonu szturmowego w 10 Batalionie Powietrzno-Szturmowym, dowódca 2 kompanii szturmowej, oficer operacyjny sekcji S3, szef sekcji S2, tłumacz i szef sztabu w 10 Batalionie Powietrzno-Szturmowym oraz zastępca dowódcy 16 Batalionie Powietrznodesantowym. W okresie tym, w latach 2005 i 2006 pełnił funkcję szefa sztabu Wielonarodowego Batalionu EUFOR w Bośni i Hercegowinie. W 2009 pełnił służbę na stanowisku zastępcy dowódcy Powietrznodesantowej Grupy Bojowej w ISAF w Afganistanie. 
Od roku 2011 pełnił służbę na stanowisku szefa Oddziału Szkoleń w Dowództwie Komponentu Wojsk Specjalnych, a następnie objął funkcję szefa Oddziału Certyfikacji i Szkoleń. W latach 2016–2017 podczas misji w Afganistanie podczas misji szkoleniowej Resolute Support pełnił funkcję szef sztabu w Dowództwie Komponentu Operacji Specjalnych NATO (NSOCC-A). 4 lipca 2017 został wyznaczony przez ministra obrony narodowej Antoniego Macierewicza na dowódcę 25 Brygady Kawalerii Powietrznej. 21 lutego 2019 w Illesheim w  Niemczech uczestniczył w bazie wojskowej armii USA w ceremonii przekazania obowiązków między 4 a 1 Powietrzną Brygadą Bojową (Combat Aviation Brigade – CAB). 2 maja 2019 podczas uroczystości Dnia Flagi otrzymał nominację na stopień generała brygady, w trakcie uroczystości w Pałacu Prezydenckim prezydent RP Andrzej Duda wręczył generałowi flagę Rzeczypospolitej Polskiej, a minister obrony narodowej honorowy buzdygan. 25 Brygadą Kawalerii Powietrznej dowodził do 1 lipca 2020, po czym objął obowiązki szefa rozpoznania i walki elektronicznej w Inspektoracie Rodzajów Wojsk DG RSZ. 
1 sierpnia 2021 minister obrony narodowej Mariusz Błaszczak wyznaczył generała na zastępcę szefa sztabu ds. Wsparcia i Wspomagania w Dowództwie Eurokorpusu w Strasburgu we Francji. 1 września 2023 został wyznaczony na stanowisko szefa sztabu w Dowództwie Operacji EU Althea w Mons. 26 marca 2024 zmarł nagle w wieku 52 lat w Mons w Belgii z przyczyn naturalnych, w czasie wolnym od służby. 11 kwietnia 2024 odbyły się uroczystości pogrzebowe gen. bryg. Adama Marczaka w których uczestniczyła rodzina i bliscy, przedstawiciele Sił Zbrojnych RP, w tym delegacja przedstawicieli Dowództwa Operacyjnego RSZ na czele z zastępcą dowódcy operacyjnego RSZ, gen. dyw. pil. Dariuszem Malinowskim. Mszę św. pogrzebową sprawował w katedrze polowej bp Wiesław Lechowicz i po jej zakończeniu został pochowany na cmentarzu Wojskowym na Powązkach w Warszawie. Miał wiele pasji: perkusista, miłośnik koni, elektroniki i sportu.

## Awanse
- podporucznik – 1994[6]

(...)
- generał brygady – 2 maj 2019[31]

## Ordery, odznaczenia i wyróżnienia
W latach 1994–2024 był m.in. wyróżniany i odznaczany:

- Złoty Krzyż Zasługi – 2024, pośmiertnie[29][32]
- Medal Srebrny za Długoletnią Służbę[33]
- Gwiazda Afganistanu – 2009[34]
- Srebrny Medal „Siły Zbrojne w Służbie Ojczyzny”[33]
- Brązowy Medal „Siły Zbrojne w Służbie Ojczyzny”
- Złoty Medal „Za zasługi dla obronności kraju”[33]
- Brązowy Medal „Za zasługi dla obronności kraju”
- Odznaka Skoczka Spadochronowego Wojsk Powietrznodesantowych z cyfrą "75" – uprawnienia zdobyte w 1993
- Wojskowa Odznaka Sprawności Fizycznej I stopnia – 1994
- Odznaka Honorowa Wojsk Specjalnych
- Kordzik Honorowy Sił Zbrojnych Rzeczypospolitej Polskiej z Orłem Wojsk Lądowych – 2021[35]
- Wojskowa Odznaka Sprawności Fizycznej (wz. 2012)
- Odznaka pamiątkowa 25 BKPow. – 2017, ex officio
- Odznaka pamiątkowa DG RSZ – 2020
- Buzdygan Honorowy – 2019[31]
- tytuł „Przyjaciel Powiatu Tomaszowskiego” – 2019[36]
- Bronze Star – Stany Zjednoczone[33]
- Army Basic Parachutist Badge – Stany Zjednoczone
- Medal ESDP za misję ALTHEA[33]
- Medal NATO za misję ISAF[33]
- Medal NATO za misję Resolute Support[33]
- Medal NATO za służbę w Jugosławii (za misje IFOR/SFOR)
- Medal Ministra Obrony Republiki Czeskiej Za Służbę Poza Granicami (za misję SFOR) – Czechy
- Honorowa Odznaka Pamiątkowa 'Za Służbę w Misji IFOR' – Czechy
- Odznaka pamiątkowa Eurokorpusu – 2021
- Odznaka pamiątkowa Dowództwa Operacji EU Althea – 2023
- Oficer Orderu Korony – Belgia[37]
- Krzyż Honorowy Bundeswehry w Złocie – Niemcy[37]
- Krzyż Zasługi Wojskowej z Odznaką Białą – Hiszpania[37]
- Odznaka tytułu honorowego "Zasłużony Żołnierz RP" I stopnia – 2024[29]

i inne

## Garnizony w przebiegu służby
W ponad 33 letniej służbie wojskowej był w garnizonach:
1. Wrocław (1990–1994) ↘
2. Rząska (1994–2001) → Kraków (2001–2005) ↘
3. PKW EUFOR (2005–2006) ↘
4. Kraków (2006–2009) ↘
5. PKW ISAF Afganistan (2009) ↘
6. Kraków (2009–2016) ↘
7. PKW Afganistan Resolute Support (2016–2017) ↘
8. Tomaszów Mazowiecki (2017–2018) → Warszawa (2018) ↘
9. Tomaszów Mazowiecki (2018–2020) → Warszawa (2020–2021) ↘
10. Strasburg (2021–2023) → Mons (2023–2024)